# Coleophora dormiens
Coleophora dormiens é uma espécie de mariposa do gênero Coleophora pertencente à família Coleophoridae.